# Partit Socialista Letó
El Partit Socialista Letó (letó Latvijas Sociālistiskā partija, LSP, rus Социалистическая партия Латвии) és un partit polític de Letònia, fundat el 1994 per antics membres del prohibit Partit Comunista de Letònia després del col·lapse de la Unió Soviètica. En essència, el LSP és comunista, d'acord al seu programa, el PSL va ser fundat com a organització d'idees socialistes després dels esdeveniments de 1991, que descriu com un "cop nacionalista-burgès contrarevolucionari".

## Història
El president actual del LSP és Vladimirs Frolovs. Entre 1999 i 2015 aquest lloc ho va ostentar Alfrēds Rubiks, antic alcalde comunista de Riga que fou empresonat el 1991 per oposar-se a la independència de Letònia i participar en el cop d'estat a l'URSS de 1991. Fou alliberat per bona conducta el 1997. És el partit més popular entre els russos de Letònia a causa de la seva oposició a les lleis de ciutadania i del fet que el letó sigui l'única llengua oficial. El partit també creu que la ciutadania letona s'hauria de concedir a tots els ciutadans de l'antiga URSS que viuen a Letònia. Això implicaria un canvi important en la llei actual, que només dona la ciutadania automàtica als descendents de persones que eren ciutadans de la República de Letònia abans que fos ocupada per la Unió Soviètica el 1940, i requereix que els ciutadans soviètics que es van traslladar a Letònia entre 1940 i 1990 (principalment russos) passin per un procés de naturalització.

### Resultats electorals
Des de la seva creació fins al 2020 van mantenir representació al parlament letó, primer en candidatura pròpia (5 diputats al 1995) i posteriorment en coalicions o candidatures de partits paraigües, com Pels Drets Humans en una Letònia Unida (Par cilvēka tiesībām vienotā Latvijā), on va mantenir 4 diputats (de 16 que va obtenir la coalició) al 1998 i va recuperar els 5 (de 25) al 2002. Posteriorment, va participar de la coalició Centre de l'Harmonia, amb la qual va mantenir representació, i de la candidatura del Partit Socialdemòcrata «Harmonia», amb una presència més reduïda (2 diputats, de 24 diputats del partit al 2014, i només 1 de 23 al 2018), Finalment, fruit de la guerra a Ucraïna i la dispersió de vot dels russos ètnics, Harmonia va perdre tota la representació al Parlament.

## Resultats electorals

### Eleccions legislatives
| Any  | Líder             | Resultats     | Resultats     | Resultats     | Resultats | Resultats |
| Any  | Líder             | Vots          | %             | ± pp          | Escons    | +/–       |
| ---- | ----------------- | ------------- | ------------- | ------------- | --------- | --------- |
| 1995 | Filips Stroganovs | 53,325        | 5.61%         | Nou           | 5 / 100   | Nou       |
| 1998 | Filips Stroganovs | Dins PCTVL    | Dins PCTVL    | Dins PCTVL    | 4 / 100   | 1         |
| 2002 | Alfrēds Rubiks    | Dins PCTVL    | Dins PCTVL    | Dins PCTVL    | 5 / 100   | 1         |
| 2006 | Alfrēds Rubiks    | Dins el SC    | Dins el SC    | Dins el SC    | 4 / 100   | 1         |
| 2010 | Alfrēds Rubiks    | Dins el SC    | Dins el SC    | Dins el SC    | 4 / 100   | =         |
| 2011 | Alfrēds Rubiks    | Dins el SC    | Dins el SC    | Dins el SC    | 3 / 100   | 1         |
| 2014 | Alfrēds Rubiks    | Dins el SC    | Dins el SC    | Dins el SC    | 2 / 100   | 1         |
| 2018 | Vladimirs Frolovs | Dins Harmonia | Dins Harmonia | Dins Harmonia | 1 / 100   | 1         |
| 2022 |                   | Dins Harmonia | Dins Harmonia | Dins Harmonia | 0 / 100   | 1         |

### Eleccions europees
| Any  | Líder             | Resultats     | Resultats     | Resultats     | Resultats | Resultats | Pos. | Grup    |
| Any  | Líder             | Vots          | %             | ± pp          | Escons    | +/–       | Pos. | Grup    |
| ---- | ----------------- | ------------- | ------------- | ------------- | --------- | --------- | ---- | ------- |
| 2004 | Alfrēds Rubiks    | 9,480         | 1.66          | Nou           | 0 / 8     | Nou       | 12è  | –       |
| 2009 | Alfrēds Rubiks    | Dins el SC    | Dins el SC    | Dins el SC    | 1 / 8     | 1         | 2n   | GUE-NGL |
| 2014 | Alfrēds Rubiks    | Dins Harmonia | Dins Harmonia | Dins Harmonia | 0 / 8     | 1         | 3r   | –       |
| 2019 | Vladimirs Frolovs | Dins Harmonia | Dins Harmonia | Dins Harmonia | 0 / 8     | =         | 2n   | –       |

## Vegeu més
- Partit Comunista de Letònia
- Pels drets humans en una Letònia Unida
- Centre de l'Harmonia
- Partit Socialdemòcrata Harmonia